# Francesco Rosetta
Francesco Rosetta (Biandrate, 9 ottobre 1922 – Galliate, 8 dicembre 2006) è stato un calciatore italiano, di ruolo stopper.

## Carriera

### Club
Iniziò a giocare con i dilettanti dello Sparta di Novara, per vestire poi la maglia della prima squadra del Novara, con cui esordì in Serie B. Nel 1946 fu acquistato dal Torino, in Serie A, con cui vinse lo scudetto del 1946 - 1947 ottenendo 13 presenze con il Grande Torino. Per la stagione 1947-1948 passò all'Alessandria, che retrocesse in Serie B al termine del campionato.
Nel 1948 fu ingaggiato dalla Fiorentina; vestì la casacca viola per nove stagioni.  Fu capitano della Fiorentina Campione d'Italia nel 1955-56 e disputò tre gare di Coppa dei Campioni 1956-1957; nella stessa stagione vinse la Coppa Grasshoppers. Terminò la carriera dopo una stagione in un Verona all'esordio in Serie A e un'esperienza da allenatore-giocatore in Svizzera, al Lugano.
Nel 1957 riceve dalla Fiorentina una medaglia d'oro in riconoscimento dei servizi resi al club.

### Nazionale
Al 1949 risale il suo esordio in Nazionale, a Firenze, in una gara di Coppa Internazionale contro l'Austria.

## Statistiche

### Cronologia presenze e reti in nazionale
| Cronologia completa delle presenze e delle reti in nazionale ― Italia | Cronologia completa delle presenze e delle reti in nazionale ― Italia | Cronologia completa delle presenze e delle reti in nazionale ― Italia | Cronologia completa delle presenze e delle reti in nazionale ― Italia | Cronologia completa delle presenze e delle reti in nazionale ― Italia | Cronologia completa delle presenze e delle reti in nazionale ― Italia | Cronologia completa delle presenze e delle reti in nazionale ― Italia | Cronologia completa delle presenze e delle reti in nazionale ― Italia |
| Data                                                                  | Città                                                                 | In casa                                                               | Risultato                                                             | Ospiti                                                                | Competizione                                                          | Reti                                                                  | Note                                                                  |
| --------------------------------------------------------------------- | --------------------------------------------------------------------- | --------------------------------------------------------------------- | --------------------------------------------------------------------- | --------------------------------------------------------------------- | --------------------------------------------------------------------- | --------------------------------------------------------------------- | --------------------------------------------------------------------- |
| 22-5-1949                                                             | Firenze                                                               | Italia                                                                | 3 – 1                                                                 | Austria                                                               | Coppa Internazionale                                                  | -                                                                     |                                                                       |
| 26-4-1953                                                             | Praga                                                                 | Cecoslovacchia                                                        | 2 – 0                                                                 | Italia                                                                | Coppa Internazionale                                                  | -                                                                     |                                                                       |
| 13-11-1953                                                            | Il Cairo                                                              | Egitto                                                                | 1 – 2                                                                 | Italia                                                                | Qual. Mondiali 1954                                                   | -                                                                     |                                                                       |
| 13-12-1953                                                            | Genova                                                                | Italia                                                                | 3 – 0                                                                 | Cecoslovacchia                                                        | Coppa Internazionale                                                  | -                                                                     |                                                                       |
| 24-1-1954                                                             | Milano                                                                | Italia                                                                | 5 – 1                                                                 | Egitto                                                                | Qual. Mondiali 1954                                                   | -                                                                     |                                                                       |
| 18-12-1955                                                            | Roma                                                                  | Italia                                                                | 2 – 1                                                                 | Germania Ovest                                                        | Amichevole                                                            | -                                                                     |                                                                       |
| 15-2-1956                                                             | Bologna                                                               | Italia                                                                | 2 – 0                                                                 | Francia                                                               | Amichevole                                                            | -                                                                     |                                                                       |
| Totale                                                                |                                                                       | Presenze                                                              | 7                                                                     |                                                                       | Reti                                                                  | 0                                                                     |                                                                       |

## Palmarès
- Campionato italiano: 2

Torino: 1946-1947
Fiorentina: 1955-1956
- Coppa Grasshoppers: 1

Fiorentina: 1957